# Biteta
Beteste (en francès Bétête) és una localitat i comuna de França, a la regió de la Nova Aquitània, departament de la Cruesa. La seva població al cens de 1999 era de 427 habitants. Està integrada a la Communauté de communes de la Petite Cruesa.

## Demografia
| 1968 | 1975 | 1982 | 1990 | 1999 |
| ---- | ---- | ---- | ---- | ---- |
| 668  | 651  | 638  | 525  | 427  |

## Administració
| Període   | Identitat        | Partit |
| --------- | ---------------- | ------ |
| 2001-2008 | Alain Nouallet   |        |
| 2008-     | Olivier Contarin |        |